# Рудки
Ру́дки — місто в Україні, адміністративний центр Рудківської міської громади Самбірського району Львівської області.

## Географічне розташування

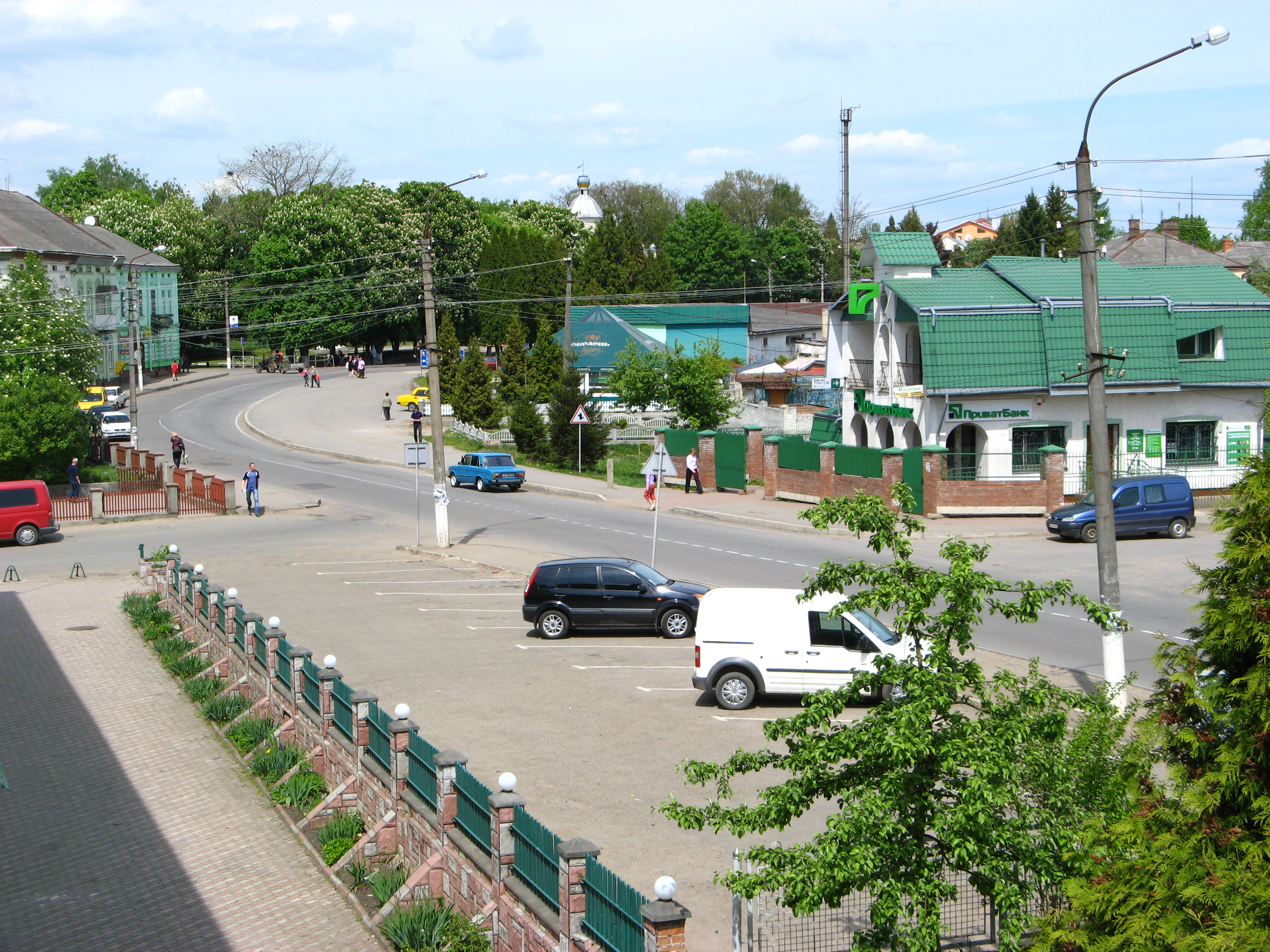
Автошлях через місто Рудки

Місто Рудки розташоване на Самбірсько-Дністровській височині, над річками Вишенькою та Вишнею (притока Сяну). Через місто пролягає залізнична лінія,Львів — Самбір, на якій розташована однойменна станція та автошлях національного значення Н13 (Львів — Самбір — Ужгород — Чоп).

## Назва
У 1472 році містечко отримало назву Рудки. За деякими джерелами, назва Рудки є зменшеною формою від поширених у слов'янських племен назв боліт, у ґрунті яких виступала рудувата або червонувата глина, — рудава, руда. Подібна болотиста смуга утворилась вздовж південного краю колишнього Рудківського повіту, що, очевидно, вплинуло на виникнення назви «Рудки».

## Історія
Курганне поховання, що належало до культури шнурової кераміки бронзової доби, свідчить про існування тут поселення в III тисячолітті до н. е.
Сучасне поселення відоме з XIV століття як хутір біля села Бенькова Вишня (нині — Самбірський район).

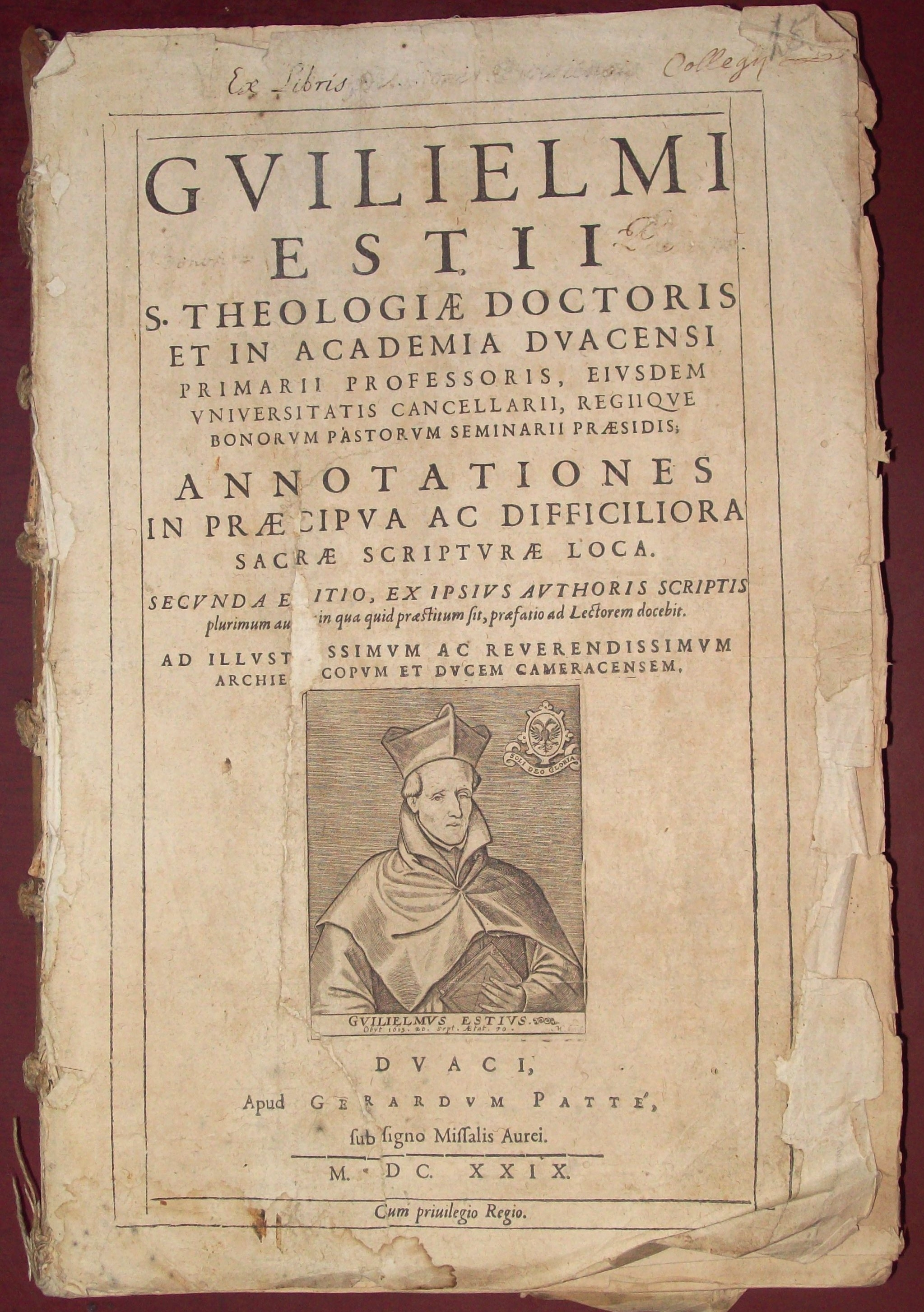
Праця професора теології Guilelmi Esti (римське видання, 1629)

Вигідне розташування на торговому шляху зі Львова до Самбора і родючість ґрунту сприяли зростанню Рудок. З 11 січня 1645 року Рудки згадують як місто.
У першій половині XVIII століття Рудки отримали маґдебурзьке право, що остаточно узаконило їхній статус як міста.
За австрійським адміністративним поділом 1782 року Рудки ввійшли до складу Самбірського округу (циркулу), а відповідно з класифікацією населених пунктів 1784—1785 років були іменовані містечком. За адміністративним поділом Галичини, запровадженим австрійською владою 28 лютого 1867 року (введення замість циркулів-округ менших одиниць — повітів), Рудки стали центром Рудківського повіту.
У другій половині XIX століття населення Рудок помітно зросло. У 1880 році з 2582 мешканців міста 1352 були євреями, а 945 — поляками.

### ПеріодЗахідно-Української Народної Республіки

Розташування бойової групи «Рудки» 8-ї Самбірської бригади УГА (лютий 1919), українсько-польська війна

Одна з груп Галицької армії на початках її формування (у листопаді 1918 р.) мала назву Рудки (також «Група Гофмана») через місце дислокації (командант — отаман Карл Гофман; утворилась в ході боїв з польським частинами, які наступали з Перемишля вздовж залізниці на Львів).

### Період Другої Речі Посполитої
Станом на 1938 рік в місті налічувалося близько 3500 мешканців. Діяли римо-католицький костел, греко-католицька церква та синагога.

### Перші «совіти»
У вересня 1939 році разом із рештою Галичини місто перейшло до СРСР (у складі УРСР).

### Період гітлерівської окупації
На початку німецької окупації у 1941 році в містечках Галичини були створені «єврейські ради» («юденрати»), які мали стежити за виконанням розпоряджень німецької влади щодо євреїв. Німецька влада зобов'язала створити об'єднану раду всіх юденратов, яка збиралась декілька разів саме в Рудках. Останнє засідання відбулося 21 грудня 1941. У листопаді 1942 року 800 рудківських євреїв були вивезені до табору смерті в Белжцю. 28 липня 1944 року нацистські війська вибиті 16-ю бригадою полковника Всеволода Ривжа.

### За часів УРСР
У 1940—1941 та 1944—1962 роках місто було адміністративним центром Рудківського району. У 
1963—1964 роках — Рудки перебували у складі Городоцького району Львівської області, відтак були долучені до Самбірського. 

## Населення
| Роки | Кількість осіб |
| ---- | -------------- |
| 1880 | 2582           |
| 1938 | 3500           |
| 1971 | 3100           |
| 2001 | 4912           |
| 2023 | 5118           |

### Національний склад
Розподіл населення за національністю
| Національність  | Відсоток |
| --------------- | -------- |
| українці        | 98,47 %  |
| поляки          | 0,75 %   |
| росіяни         | 0,65 %   |
| інші/не вказали | 0,13 %   |

### Мова
Розподіл населення за рідною мовою 
| Мова       | Чисельність, осіб | Відсоток |
| ---------- | ----------------- | -------- |
| Українська | 4 877             | 99,29 %  |
| Російська  | 19                | 0,39 %   |
| Польська   | 13                | 0,26 %   |
| Білоруська | 3                 | 0,06 %   |
| Разом      | 4 912             | 100 %    |

## Економіка
У 1904 році у Рудках були побудовані цегельно-черепичний завод і тартак, що належали власниці підміського маєтку Феліції Скарбек.
Створено міську бійню. Дещо зросло ремесло. Напередодні першої світової війни в Рудках існували кравецькі, ткацькі, шевські, столярні, ковальські, будівельні, бляхарські, бондарні, лимарські, годинникарські та деякі інші підприємства і майстерні.
Збільшилась кількість крамниць — їх стало понад 50. 2—3 торговельні підприємства провадили гуртову торгівлю пшеницею і худобою.
Про розвиток економіки міста на початку XX століття свідчило зростання доходів міської управи. Якщо в 1880 році вони становили лише 1900 золотих, то в 1892 році вже 3997, а в 1910 році збільшились до 23 тис. золотих.
Наприкінці 1928 року в містечку існувало близько 70 торговельних крамниць. Рудківська промисловість, як і раніше, була представлена численними дрібними підприємствами і майстернями. В місті було 29 майстерень, що застосовували в тій чи іншій мірі найману працю — кравецькі (8), ковальські, шевські, столярні, залізоскоб'яних виробів (по 3), годинникарські (2), теслярська, слюсарна, мулярська та інші.
У Рудках працювали маслозавод, що належав акціонерному товариству «Масло-союз», приватний млин, фабрика лікерів і цегельня.
Нині Рудки — це містечко, в якому функціонують: цегельно-керамічний завод, сільгосптехніка, хлібозавод, автодорожне підприємство, лісництво з дендропарком, сироварний цех, рибний цех, столярний цех, районна лікарня, поліклініка, дитячий садок, заклади освіти (школа, гімназія, музична школа, Вишнянський коледж Львівського національного аграрного університету), підприємства громадського харчування, духовно-культурні установи, банківські установи, торговельні підприємства, сервісні центри тощо.

## Пам'ятки
- Рудківський дендропарк

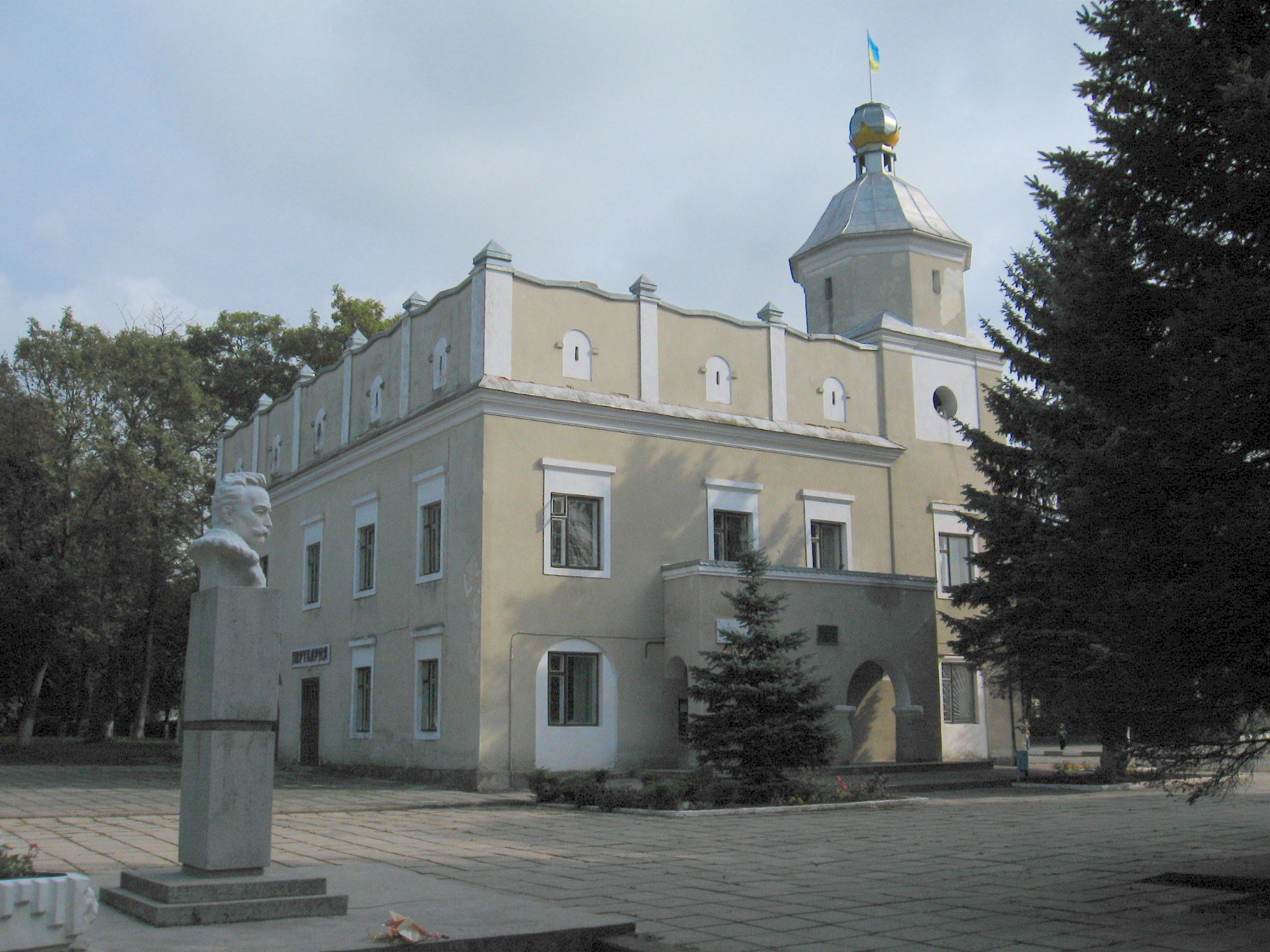
Рудківська ратуша і погруддя Івана Франка

- Церква Різдва Пресвятої Богородиці
- Парафіяльний костел Успіння Діви Марії, тепер Санктуарій Рудківської Божої Матері
- Рудківська ратуша
- Церква Пресвятої Євхаристії
- Погруддя Івана Франка

## Чудотворна ікона («образ») Богоматері
Протягом декількох століть (аж до закінчення Другої світової війни) містечко Рудки стало відоме як місце прощ до чудотворного образу Богородиці, який зберігався у місцевому парафіяльному костелі. Східна (православна) ікона потрапила сюди завдяки рудківському поміщику — руському шляхтичу Юрію Чурилу. У 1612 році вона дивом збереглася на згарищі церкви після чергового татарського наїзду на Поділля. У римо-католицькому храмі в Рудках образ знайшов нових численних шанувальників. Хоча й тут на долю ікони випадали випробування вогнем, бо татари кілька разів підпалювали дерев'яний на той час костел Успіння Діви Марії. Але образ залишився непошкодженим, а побожні люди, які молилися перед ним, начебто діставали оздоровлення.
У 1728 році чудотворний образ було перенесено до нового щойно спорудженого (мурованого) костелу (бароко з рисами ренесансу; дзвіниця залишалася дерев'яна, з контрфорсами на кутах, з XVII століття).
У 1885 році добудовано притвор до головного об'єму храму. У процесі перебудови храму постраждав нижній (найдавніший) ярус дерев'яної дзвіниці — тоді обклали цеглою давню арочну браму.
31 грудня 1917 року з Ватикану надійшов декрет про коронацію ікони, але через воєнні дії урочистості відбулися лише 2 липня 1921 року. Відтоді рудківський костел став одним з найшанованіших марійних санктуаріїв в тодішній Польщі.
У 1946 році, коли вже було зрозуміло, що польська влада в Галичині остаточно завершилася, тодішній настоятель храму, о. М. Войтась вивіз його до Польщі. Рудківська Богоматір якийсь час перебувала в Перемишлі, а 1968 року образ перенесено до костелу в село Ясені (біля Устрики-Долішні). Невдовзі сюди потягнулися прочани, а від кардинала Кароля Войтили Божа Мати Рудківська дістала ім'я «Цариця Бещад», проте у липні 1992 року, під час відпусту, реліквію вкрали зловмисники. До Рудок у листопаді 1995 повернули лише копію «образу». Коронацію ікони в листопаді 1996 звершив архієпископ і митрополит Львівський Мар'ян Яворський.
Поверненню громаді парафіяльного костелу Успіння Діви Марії сприяло впорядкування крипти, де похований видатний польський драматург Александер Фредро (дід митрополита Андрея Шептицького), який значну частину життя провів у своєму маєтку у Беньковій Вишні (за 3 км від Рудок).
15 травня 1989 року відбулося урочисте переосвячення храму, а восени 1990 року до нового саркофагу у відреставрованій крипті поклали останки представників роду Фредрів. Тепер звідусіль знову приїздять до Рудок прочани — як релігійні, так і літературні.
15 липня 2016 року архієпископ РКЦ Мечислав Мокшицький посвятив музей польського драматурга та поета.

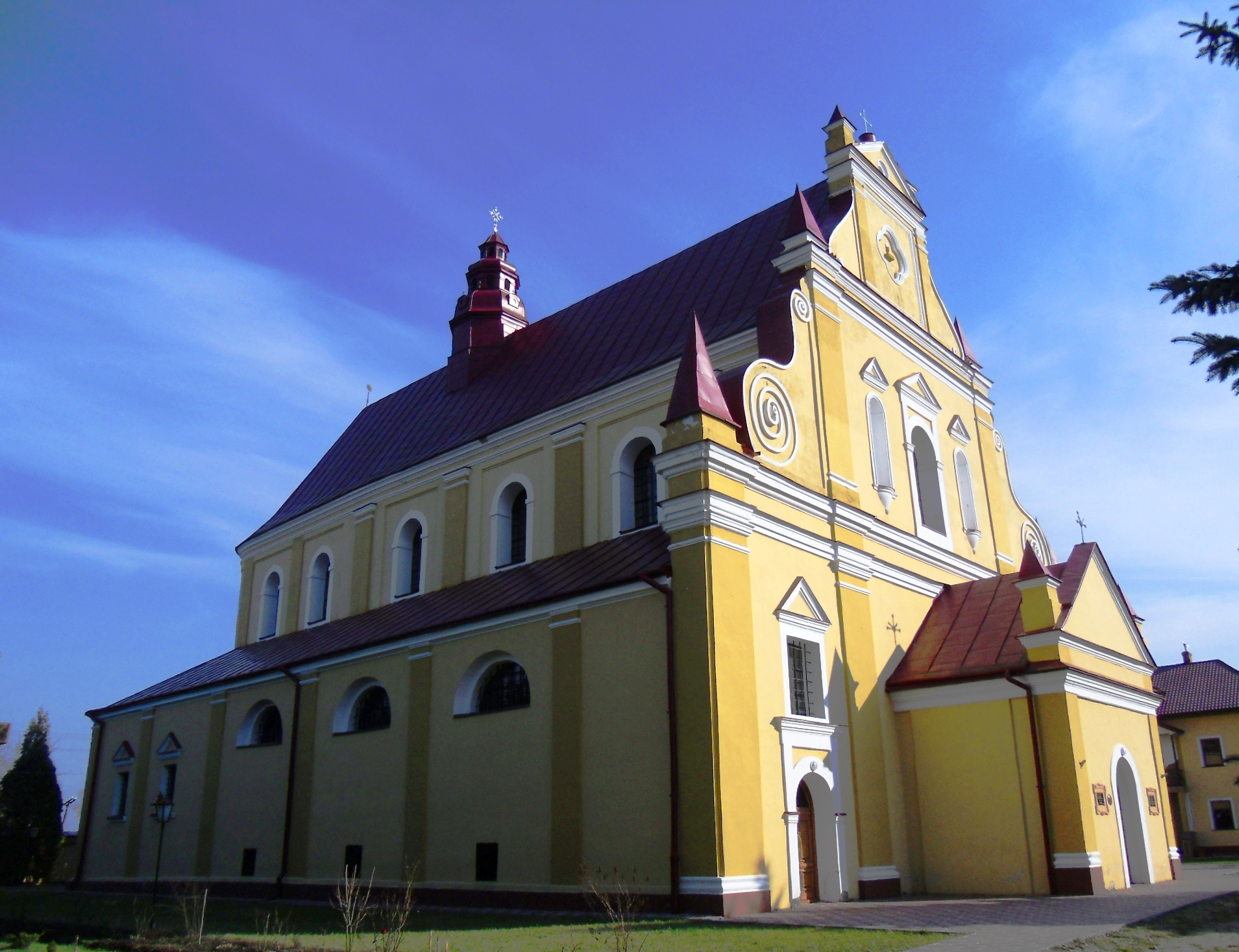
Костел Успіння Пресвятої Богородиці
Дзвіниця костелу Успіння Діви Марії (XVII ст.)

Музей Александера Фредра, що був відкритий у день 140-их роковин від дня смерті видатного польського драматурга у дзвіниці рудківського костелу Успіння Діви Марії (нині — санктуарій Рудківської Матері Божої). До експозиції музею увійшли матеріали з життя та творчості Александера Фредра, публікації його творів та театральні плакати з різних країн світу.

## Відомі особи
Уродженці міста:
- Максиміліан-Теофіль Дудрик — український архітектор.
- Іван Карпинець — український історик і музеєзнавець, член НТШ.
- Михайло Кравс (1985—2022) — солдат Збройних Сил України, учасник російсько-української війни,  загинув під час повномасштабного російського вторгнення в Україну у 2022 році.
- Антін Максимович — опікун Пласту в Бориславі, посол до польського сейму.
- Володимир Топій — Герой України, захисник Майдану.
- Володимир Жеребний — Герой України, захисник Майдану.

Пов'язані з містом:
- отець Юліян Негребецький — руський греко-католицький священик, громадський діяч. Посол Галицького сейму 1-го скликання від округу Рудки — Комарне, депутат Рудківської повітової ради, член повітової управи в Рудках (1867 року)[8].
- Юліан Сас-Куїловський — Митрополит Галицький (УГКЦ), навчався у тривіальній школі Рудок[9].

Власники, дідичі:
- Гербурти
- Фредри

Поховані:
- Юзеф Лончинський — буський староста
- Міхал Лончинський — син Єжи Антонія Лончинського[10].

## Галерея

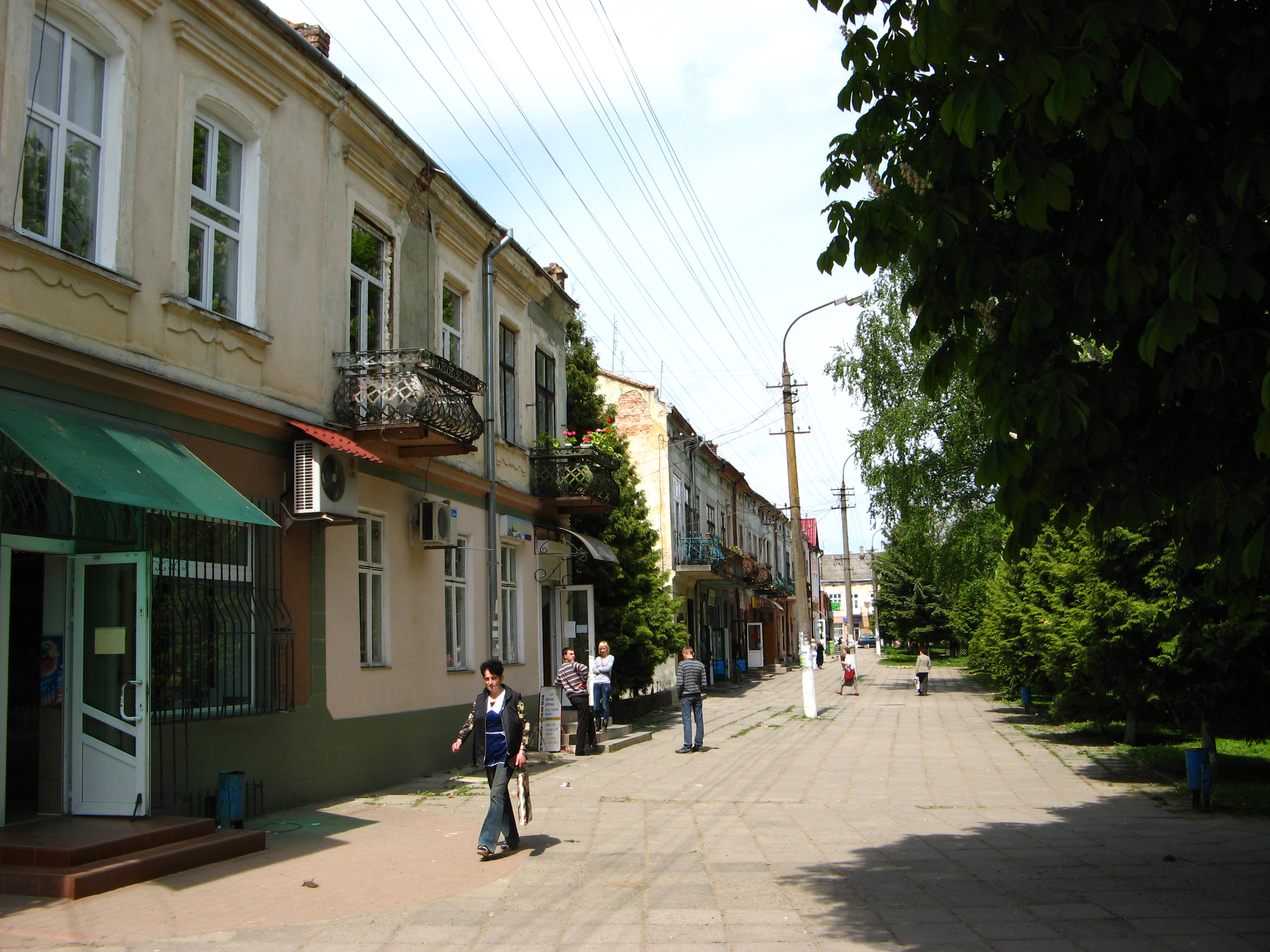
Центральна площа
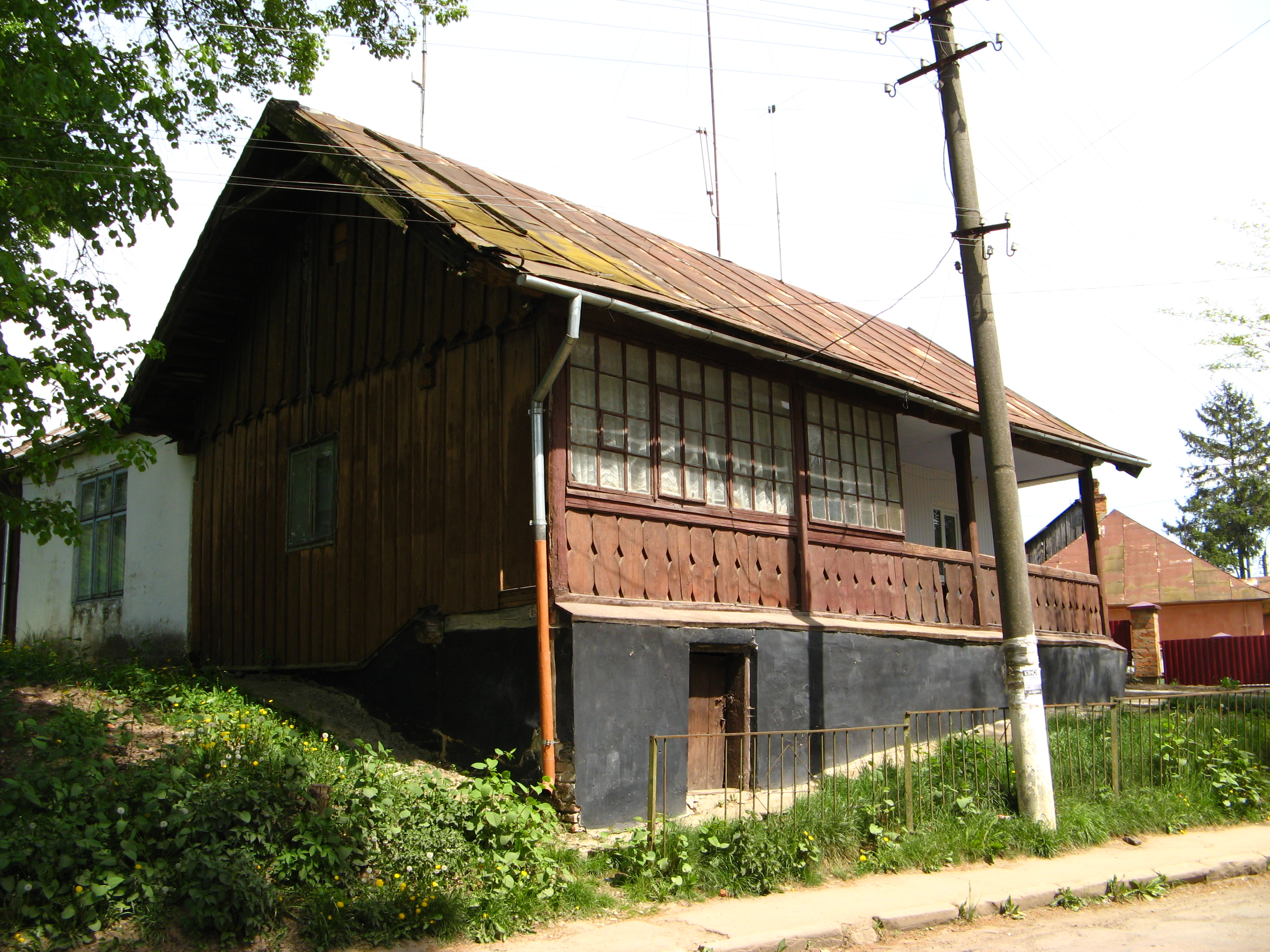
Старий будинок
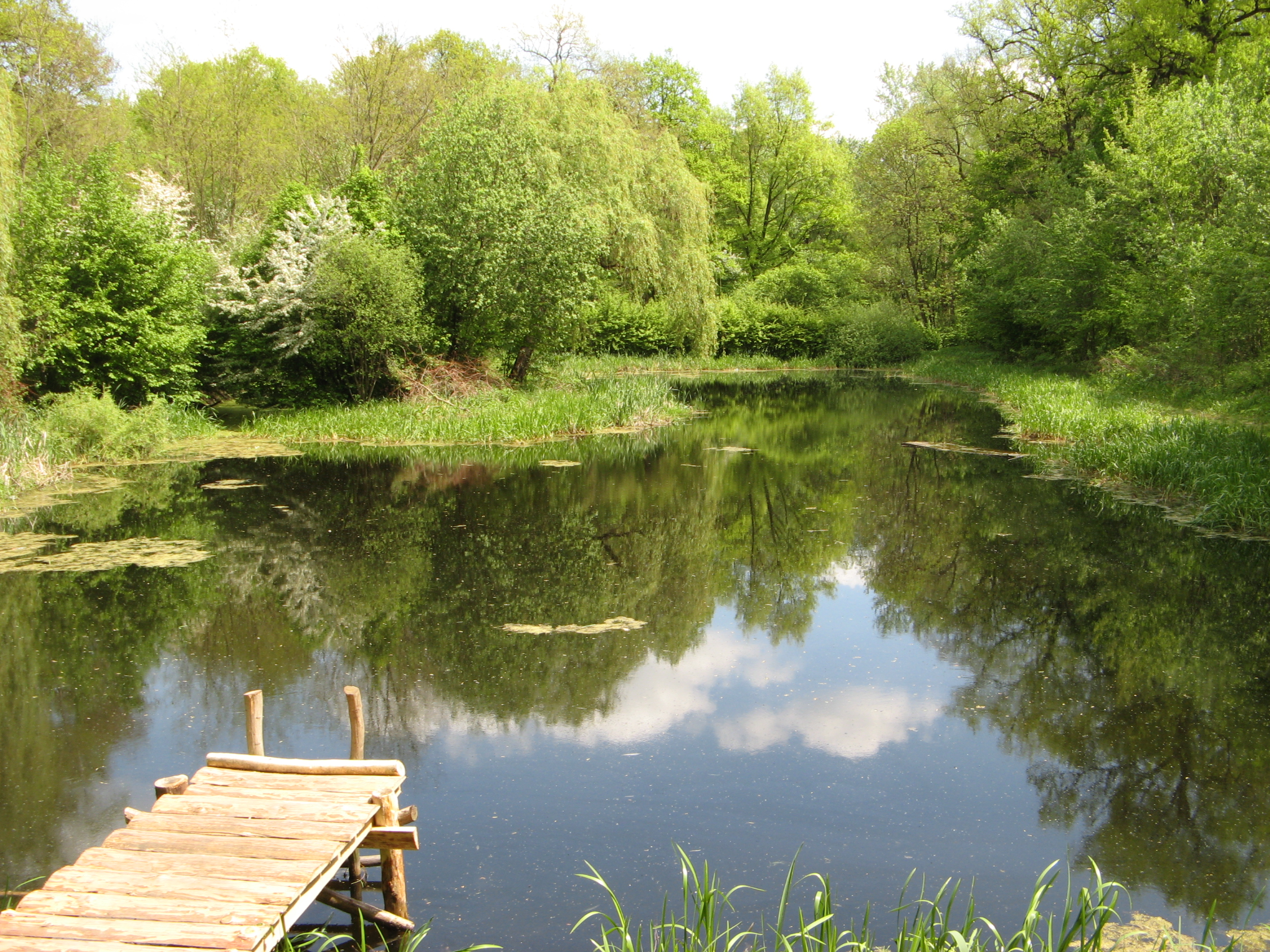
Став у дендропарку
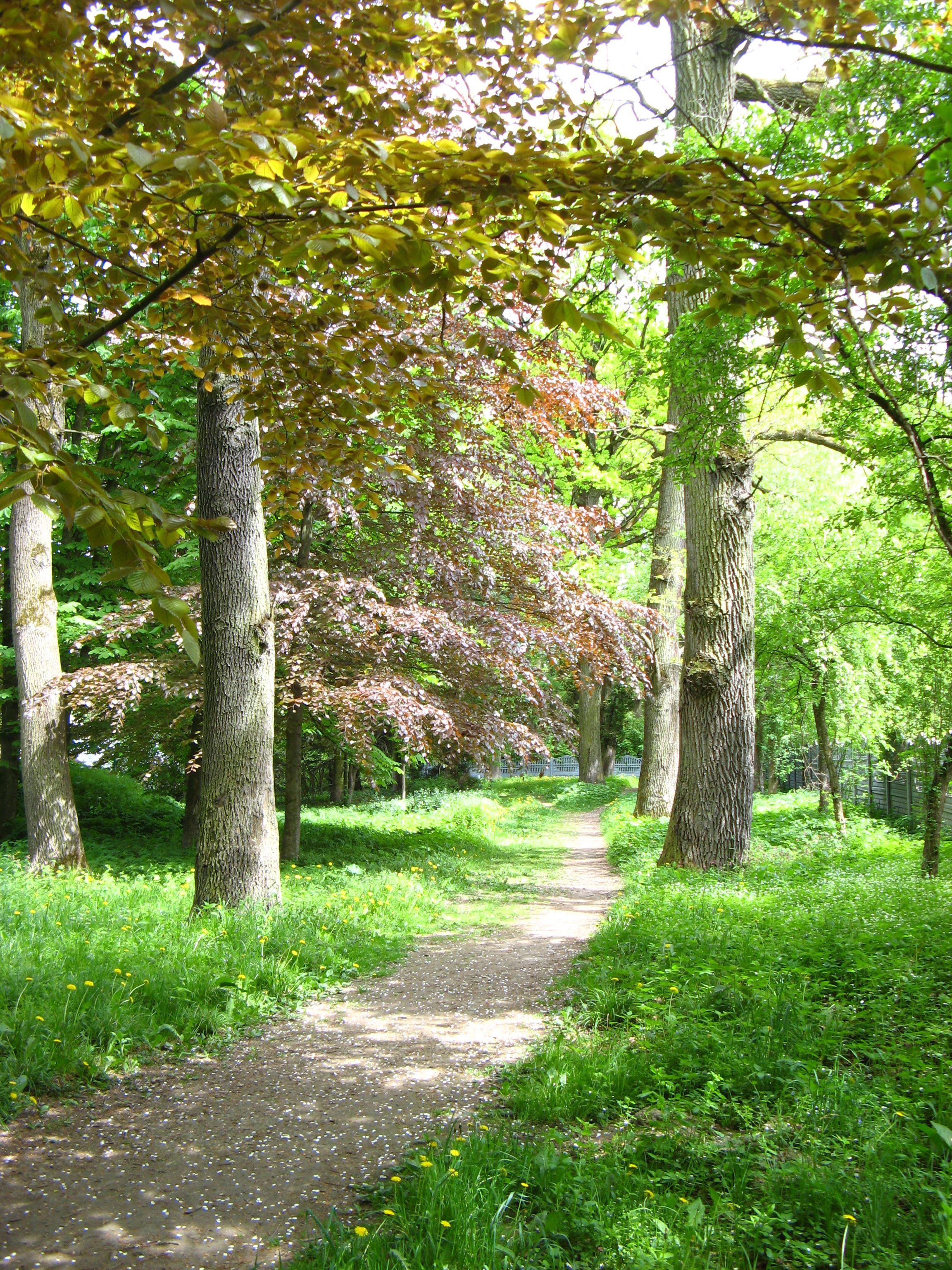
Центральна алея у дендропарку